# Henry Creamer
Henry Creamer, né Henry Sterling Creamer le 21 juin 1879 à Richmond en Virginie et mort le 21 juin 1930 à New York, est un parolier afro-américain ayant notamment travaillé avec Turner Layton.

## Biographie
Né à Richmond en Virginie, Henry Creamer déménage avec ses parents à New York où il poursuit son éducation au sein d’établissements publics. Creamer s'intéresse très tôt au milieu de la scène : A l'âge de ses quinze ans, il travaille en tant que placeur, puis régisseur, manager, directeur et compositeur. Quelques-unes de ses chansons attirent le regard du célèbre duo Williams and Walker Co. (en). Il obtient rapidement le succès en raison de ces mélodies syncopées originales, et s'associe pendant longtemps à Alex Rogers en tant que coproducteur du spectacle de 1913 The Old Man's Boy.
Creamer rencontre vers 1916 Turner Layton, à un moment où il connait une période difficile. En 1917, Layton & Creamer écrivent des chansons pour les Ziegfeld Follies. Entre 1918 et 1924, le duo écrit plus d'une soixantaine de chansons.

## Œuvres principales
- After You've Gone